# سانتا باربرا (كانتون)
سانتا باربرا (بالإسبانية: Santa Bárbara)‏ و هي الكانتون الرابع في محافظة إيريذيا في كوستاريكا.
ويغطي الكانتون مساحة 53.21 كم مربع،

و يقدر عدد سكانه بحوالي 31,152.

المدينة الرئيسة أيضا تدعى سانتا باربرا.
يمتد الكانتون من منتصف الطريق بين مدينتي إيريذيا و الأخويلا، حيث يشكل نهر سيغوندو حدود الكانتون الجنوبي، كما يشكل نهر ديسينغانيو الحدود الشمالية، و يلتقي بسلسلة الجبال المركزية Cordillera Central.
تم تأسيس الكانتون من قبل الحكومة في 3 تشرين الأول 1855.
يتألف كانتون سانتا باربرا من صخور بركانية كثيرة، يجري نظام سانتا باربرا النهري بشكل عام نحو المحيد الهادئ بنهر غرانديه دي تاركوليس. و يشكل كانتون سانتا باربرا جزءا من المنطقة البركانية الأكبر، بما فيه أجزاء من بركان بارفا و بركان ريجينو.

## المقاطعات
يقسم كانتون سانتا باربرا إلى ست مقاطعات و هي :
1. سانتا برابرا
2. سان بيدرو
3. سان خوان
4. خيسوس
5. سانتو دومينغو
6. بورافا